# 望月昌頼
望月 昌頼（もちづき まさより）は、戦国時代の武将。信濃国の国人。望月城主。

## 略歴
望月氏は滋野氏の流れを汲み海野氏・根津氏と共に「滋野三家」と呼ばれる。
甲斐国の武田晴信（信玄）が、天文11年（1543年）に信濃諏訪郡を制圧すると、翌天文12年（1544年）には佐久・小県郡への侵攻を開始する。昌頼は長窪城主の大井貞隆と共に甲斐武田氏に抵抗するが、同年9月19日には長窪城が落城して貞隆は捕縛され（『高白斎記』）、昌頼も本拠の望月城から逃れたと考えられている。
その後は貞隆と同じ岩村田大井氏で小諸城主・大井高政を頼って小諸へ逃れるが（天文13年高野山蓮華定院文書）、ほどなく出家。旧領復帰を果たす事なく、天文14年（1546年）あるいは翌天文15年（1547年）の文書を最後に消息不明となる。
昌頼の没落後、武田氏に帰順した望月信雅が望月氏の惣領となった。